# АС1А
АС1А (Автомотриса Служебная, 1-й тип, исполнение А) — двухосная служебная автомотриса, строившаяся в СССР с 1964 года по 1980 год (1975) на Великолукском локомотивовагоноремонтном заводе.
АС1А является дальнейшим развитием автомотрисы АС1, выпускавшейся с 1948 года по 1964 год. В свою очередь, АС1А стала прототипом для автомотрисы АС1М, выпускавшейся[где?] с 1980 года. Автомотрисы АС1 и АС1А в различных источниках именуют по-разному. Например, в книгах по путевым машинам их иногда называют автодрезинами (см. также фото слева). Однако автономные самоходные вагоны с двигателями внутреннего сгорания более правильно называть автомотрисами.

## Конструкция
Кузов автомотрисы — вагонного типа с нижней рамой, сварной конструкции, с двумя кабинами управления. Лобовые стенки автомотрисы прямые и вертикальные, в  верхней части имеют по два лобовых стекла кабины машиниста, над которыми посередине вверху установлен головной прожектор. Внизу лобовых стен по центру установлены автосцепки СА-3, по бокам от которых расположены круглые буферные фонари. Боковые стенки вагона также прямые и вертикальные, в их нижней половине имеется два гофра. В стандартном исполнении автомотрисы имеют с каждой стороны по две симметрично расположенных ручных одностворчатых двери, служащие для входа и выхода как локомотивной бригады, так и пассажиров. Перед каждой из дверей со стороны лобовой части напротив кабины машиниста имеется по одному окну, между дверями расположено два более широких окна салона. Длина автомотрисы по осям сцепок — 8746 мм, ширина — 2840 мм, высота 3327 мм, колесная база — 3800 мм.
Колёса чугунные с ободом диаметром 650 мм. На автомотрисе установлен бензиновый карбюраторный рядный шестицилиндровый двигатель ГАЗ-51. Этот двигатель имеет цилиндры диаметром 82 мм, ход поршня 110 мм и развивает при скорости вращения вала 2800 об/мин номинальную мощность 70 л. с. Вес двигателя (сухой) — 250 кг. Расход топлива при номинальной мощности — 270 г/э. л. с. ч..
Вал двигателя через четырёхступенчатую коробку передач ГАЗ-51, реверс, карданный вал и осевой редуктор соединены с движущей колесной парой автомотрисы. Передаточное отношение коробки передач на 1-й ступени — 1:6,40, на 2-й — 1:3,09, на 3-й — 1:1,69, на 4-й — 1 и на задний ход — 1:7,82. Передаточное отношение реверса — 1:2,44, осевого редуктора — 1:1,58.
Автомотриса имеет колодочный тормоз (на обе колесных пары) с пневматическим приводом. На автомотрисе имеется бак на 95 кг бензина. Нагрузка от движущей колесной пары — 5 т, от поддерживающей — 4 т. Скорость автомотрисы при скорости вращения вала двигателя 2800 об/мин: на 1-й ступени — 12,8 км/ч, на 2-й — 26,6 км/ч, на 3-й — 48,5 км/ч и на 4-й — 82,0 км/ч. Последняя скорость является конструктивной.
В автомотрисе имеется 24 места для сидения. Грузоподъёмность её равна 2,4 тонны. К автомотрисе на плоском профиле пути (на площадке) можно прицепить подвижной состав весом не более 10 тонн.

## Модернизации и модификации
Пермский мотовозоремонтный завод (ПМРЗ) освоил доработку автомотрис этой серии с присвоением обозначения АС1А.2 и названия «Уралочка». При доработке исходные заводские номера машин сохраняются. Внешне от модели АС1А они отличаются исполнением кузова и ходовой частью. Автомотрисы «Уралочка» были представлены среди других изделий ПМРЗ на 12-й выставке-ярмарке «Путевые машины 2006» в Калуге.
Известна также модификация АС1М, предположительно выпускавшаяся этим же заводом до появления АС1А.2.
Точное количество машин АС1М и АС1А.2 не определено.

## Эксплуатация
До распада СССР автомотрисы АС1А и их модификации эксплуатировались на различных железных дорогах Советского Союза. На постсоветском пространстве эксплуатация продолжилась как минимум в восьми странах (Россия, Украина, Белоруссия, Литва, Казахстан, Узбекистан, Таджикистан, Азербайджан). Помимо железных дорог габариты автомотрисы АС1А позволяют использовать их на линиях метрополитена бывших советских республик; известно, например, об эксплуатации АС1А-19 в Московском метрополитене и АС1А-1401 в системе Д-6.

## Сохранённые автомотрисы
Известно как минимум о 12 автомотрисах АС1А и их модификациях, сохранённых для истории в разных странах. Представленные ниже данные актуальны на начало 2024 года:
- АС1А-654 сохранена в городе Шяуляй (Литва);
- АС1А-780 поставлена на «вечную стоянку» на станции Коротчаево (Ямало-Ненецкий автономный округ, Россия);
- АС1А-1323 находится в Новосибирском музей железнодорожной техники (на станции Сеятель, Россия);
- АС1А-1412 поступила в музей истории железнодорожной техники Московской железной дороги (экспозиция на Рижском вокзале в Москве);
- АС1А-2081 находится в Брестском железнодорожном музее (Белоруссия);
- АС1А-2134 находится в Ташкентском музее железнодорожной техники (Узбекистан);
- АС1А-2327 передана в Самарский железнодорожный музей (при СамГУПС, Россия);
- АС1А-2435 передана в Барановичский музей железнодорожной техники (Белоруссия);
- АС1А.2-2616 поставлена на «вечную стоянку» в ПМС-324 в Архангельской области (Россия);
- АС1А-2825 поставлена на «вечную стоянку» на станции Бекасово-Сортировочная Московской железной дороги (Россия);
- АС1А-3311 находится в музее истории и железнодорожной техники Южной железной дороги (на станции Харьков-Пассажирский, Украина);
- АС1А доработанная (номер не указан) поставлена на «вечную стоянку» на станции Норильск-Сортировочный (Красноярский край, Россия); особой исторической значимости не имеет ввиду сильного изменения конструкции.

- АС1А-654 на «вечной стоянке», Шяуляй
- АС1А-1675, перегон Хыров-Посада — Нижанковичи (Львовская область, Украина)
- АС1А-2134 в Ташкентском музее железнодорожной техники
- АС1А-2435 в Барановичском музее железнодорожной техники
- АС1А-3087 в Литве, станция Кайшядорис
- АС1А в качестве туристического поезда в парке Знесенье
- АС1А в Крыжополе
- АС1А в Черновцах
- Автомотриса АС1А (справа) и дизель-поезд ДПС-01 на путях метро Д-6

## Культурные аспекты

### Автомотриса в моделизме
В России масштабная модель АС1А выпускалась фирмой ЗАО «Пересвет» в типоразмере ТТ в следующих четырёх вариантах:
- артикул 1420 — АС1А-955 с символикой СССР (модельная эпоха IV); окраска «жёлтый верх, оранжевый низ»;
- артикул 1421 — АС1А-1488 с символикой ОАО «РЖД» (модельная эпоха V); окраска «жёлтый верх, оранжевый низ»;
- артикул 1422 — АС1А-1560 с панорамным окном, с символикой СССР (модельная эпоха IV); окраска «голубой верх, синий низ»;
- артикул 1423 — АС1А-2182 украинской приписки (модельная эпоха V); окраска «жёлтый верх, синий низ».

### Автомотриса в фильмах
В фильме «Дачная поездка сержанта Цыбули» в сцене на мосту несколько раз появляется в кадре автомотриса АС1А «в роли» немецкой мотрисы с соответствующей символикой.

### Комментарии
1. 1 2  На фотографиях часто встречается исполнение с одной дверью на одном (и двумя на другом) борту. Так же выполнены ТТ-модели АС1А ЗАО «Пересвет»